# Кинг, Реджина
Реджи́на Рене́ Кинг (англ. Regina Rene King; 15 января 1971) — американская актриса и режиссёр. Лауреат премий «Оскар», «Золотой глобус» и четырёх премий «Эмми». Получила известность будучи подростком, снимаясь в ситкоме NBC «227» (1985—1990). Во второй половине 1990-х годов Кинг перешла на взрослые роли, после прорыва с фильмом «Джерри Магуайер». С тех пор она добилась успеха играя второстепенные роли темнокожих подруг главных героинь в голливудских фильмах, включая «Мисс Конгениальность 2: Прекрасна и опасна», «Блондинка в законе 2» и «История Золушки», а также играя жён в картинах «Враг государства» и «Дежурный папа». Её основным успехом стала роль любовницы главного персонажа в фильме 2004 года «Рэй».
С 2009 по 2013 год Кинг снималась в сериале NBC/TNT «Саутленд», за роль в котором дважды номинировалась на премию «Выбор телевизионных критиков». В 2015 году Кинг получила похвалу как режиссёр в сериалах «Быть Мэри Джейн» и «Скандал». В том же 2015 году получила премию «Эмми» за лучшую женскую роль второго плана в мини-сериале или фильме за роль активного члена Нации ислама и сестры подозреваемого в убийстве персонажа-наркопотребителя в сериале ABC «Американское преступление». В 2016 году за роль во втором сезоне в сериале «Американского преступления» также была удостоена премии «Эмми», а в 2018 году вновь получила эту награду за лучшую женскую роль в мини-сериале «Семь секунд».

## Биография
Реджина Кинг родилась 15 января 1971 года в Лос-Анджелесе в семье Томаса и Глории Кинг, её родители развелись в 1979 году. Ещё в детстве она определилась с выбором карьеры и начала брать уроки актёрского мастерства. Подростком Кинг попала на телевидение и получила одну из главных ролей в ситкоме «227» на канале NBC, где снималась с 1985 по 1990 годы. В 1988 году Реджина окончила старшую школу Вестчестера и поступила в Университет Южной Калифорнии. С начала 1990-х годов она перешла к более серьёзным ролям, которые исполнила в фильмах «Ребята по соседству» (1991) и «Поэтичная Джастис» (1993). После нескольких эпизодических ролей в телесериалах Кинг в 1995 году снялась в культовой комедии «Пятница» и драме «Высшее образование».
Прорывом в карьере Кинг стал фильм 1996 года «Джерри Магуайер», удостоенный наград и имевший хорошие кассовые сборы. Реджина исполнила небольшую, но заметную роль жены героя Кьюбы Гудинга-младшего. В роли жены главного героя она предстала также в комедии «Тонкая грань между любовью и ненавистью» (1996) и триллере «Враг государства» (1998), где её экранными мужьями были, соответственно, Мартин Лоуренс и Уилл Смит. Кинг также снялась в фильмах «Увлечение Стеллы» (1998) и «Могучий Джо Янг» (1998).
В 2002 году Кинг получила одну из главных ролей в ситкоме «Сила веры» на NBC, однако сериал был закрыт после показа шести серий. В 2003 году актриса вернулась в большое кино, снявшись в комедиях «Дежурный папа», «Блондинка в законе 2», «История Золушки» и «Мисс конгениальность 2» (2005). В 2004 году Кинг снялась в биографическом фильме «Рэй», где сыграла бэк-вокалистку и любовницу Рэя Чарльза. Она серьёзно подошла к своей роли, постаравшись собрать всю доступную информацию о прообразе её героини, в том числе и со слов самого Чарльза. За эту роль Кинг была удостоена премий Image и «Спутник» в номинации «лучшая актриса второго плана». В 2019 году Реджина получила премию «Оскар» за лучшую женскую роль второго плана в фильме «Если Бил-стрит могла бы заговорить».
С 2005 года Кинг озвучивает двух персонажей, Хьюи и Райли Фрименов, в мультсериале «Гетто» канала Adult Swim, а также озвучивала персонажа в полнометражном мультфильме «Гроза муравьёв» (2006). Реджина играла роль адвоката Сандру Палмер в шестом сезоне сериала «24 часа», а с 2009 по 2013 год играла одного из главных персонажей, детектива Лидию Адамс, в сериале «Саутленд».

## Личная жизнь
С 1997 по 2007 год Кинг была замужем за музыкальным продюсером Иэном Александром. Сын бывших супругов, Иэн Александр-младший (19 января 1996 — 21 января 2022), покончил с собой через два дня после своего 26-летия.
С 2011 по 2013 год Кинг встречалась с актёром Малькольмом-Джамалом Уорнером.

## Избранная фильмография
| Год       |    | Русское название                           | Оригинальное название                 | Роль                                       |
| --------- | -- | ------------------------------------------ | ------------------------------------- | ------------------------------------------ |
| 1985—1990 | с  | 227                                        | 227                                   | Бренда Дженкинс                            |
| 1991      | ф  | Ребята по соседству                        | Boyz n the Hood                       | Шалика                                     |
| 1993      | ф  | Поэтичная Джастис                          | Poetic Justice                        | Иеша                                       |
| 1995      | ф  | Высшее образование                         | Higher Learning                       | Монет                                      |
| 1995      | ф  | Пятница                                    | Friday                                | Дана Джонс                                 |
| 1996      | ф  | Тонкая грань между любовью и ненавистью    | A Thin Line Between Love and Hate     | Миа                                        |
| 1996      | ф  | Джерри Магуайер                            | Jerry Maguire                         | Марси Тидуэлл                              |
| 1998      | ф  | Увлечение Стеллы                           | How Stella Got Her Groove Back        | Ванесса                                    |
| 1998      | ф  | Враг государства                           | Enemy of the State                    | Карла Дин                                  |
| 1998      | ф  | Могучий Джо Янг                            | Mighty Joe Young                      | Сесиль Бэнкс                               |
| 2000      | тф | Если бы стены могли говорить 2             | If These Walls Could Talk 2           | Элли                                       |
| 2001      | ф  | Обратно на Землю                           | Down to Earth                         | Сонти Дженкинс                             |
| 2002      | с  | Сила веры                                  | Leap of Faith                         | Синтия                                     |
| 2002      | тф | Странная забота                            | Damaged Care                          | Шерил Гриффит                              |
| 2003      | ф  | Дежурный папа                              | Daddy Day Care                        | Ким Хинтон                                 |
| 2003      | ф  | Блондинка в законе 2                       | Legally Blonde 2: Red, White & Blonde | Грэйс Росситер                             |
| 2004      | ф  | История Золушки                            | A Cinderella Story                    | Ронда                                      |
| 2004      | ф  | Рэй                                        | Ray                                   | Марджи Хендрикс                            |
| 2005      | ф  | Мисс Конгениальность 2: Прекрасна и опасна | Miss Congeniality 2: Armed & Fabulous | Сэм Фуллер                                 |
| 2005—2010 | мс | Гетто                                      | The Boondocks                         | Хьюи и Райли Фримены                       |
| 2006      | мф | Гроза муравьёв                             | The Ant Bully                         | Крила                                      |
| 2007      | ф  | Год собаки                                 | Year of the Dog                       | Лайла                                      |
| 2007      | с  | 24 часа                                    | 24                                    | Сандра Палмер                              |
| 2007      | ф  | Рождество                                  | This Christmas                        | Лиза Мур                                   |
| 2008      | тф | Живое доказательство                       | Living Proof                          | Элли Джексон                               |
| 2009—2013 | с  | Саутленд                                   | Southland                             | детектив Лидия Адамс                       |
| 2010      | ф  | Семейная свадьба                           | Our Family Wedding                    | Энджела                                    |
| 2013—2017 | с  | Теория Большого взрыва                     | The Big Bang Theory                   | Джанин Дэвис                               |
| 2014      | с  | Штамм                                      | The Strain                            | Руби Уэйн                                  |
| 2014      | с  | Бесстыжие                                  | Shameless                             | Гейл Джонсон                               |
| 2014      | мф | Самолёты: Огонь и вода                     | Planes: Fire & Rescue                 | Динамит                                    |
| 2015—2017 | с  | Американское преступление                  | American Crime                        | Алия Шадид / Терри Лакруа / Кимара Уолтерс |
| 2015—2017 | с  | Оставленные                                | The Leftovers                         | Эрика Мёрфи                                |
| 2018      | с  | Семь секунд                                | Seven Seconds                         | Латрис Батлер                              |
| 2018      | ф  | Если Бил-стрит могла бы заговорить         | If Beale Street Could Talk            | Шэрон Риверс                               |
| 2019      | с  | Хранители                                  | Watchmen                              | Анджела Абар                               |
| 2020      | ф  | Одна ночь в Майами                         | One Night in Miami                    | режиссёр                                   |
| 2021      | ф  | Фальшивомонетчик                           | Flag Day                              | маршалл Блейк                              |
| 2021      | ф  | Тем больнее падать                         | The Harder They Fall                  | Труди Смит                                 |
| 2024      | ф  | Ширли                                      | Shirley                               | Ширли Чисхолм                              |
| 2025      | ф  | Пойман с поличным                          | Caught Stealing                       | Роман                                      |

## Награды и номинации
- 2019 — Победа: Critics’ Choice Movie Awards в номинации «Лучшая актриса второго плана» за роль в картине «Если Бил-стрит могла бы заговорить».
- 2019 — Победа: «Оскар» в категории «Лучшая актриса второго плана» за роль в фильме «Если Бил-стрит могла бы заговорить»[8].